# Oppum
Oppum ist ein Stadtteil von Krefeld in Nordrhein-Westfalen und hat 13.047 Einwohner (Stand: 31. Dezember 2007). Zusammen mit dem Stadtteil Linn und Teilen Bockums bildet er den Stadtbezirk Oppum-Linn.

## Geschichte

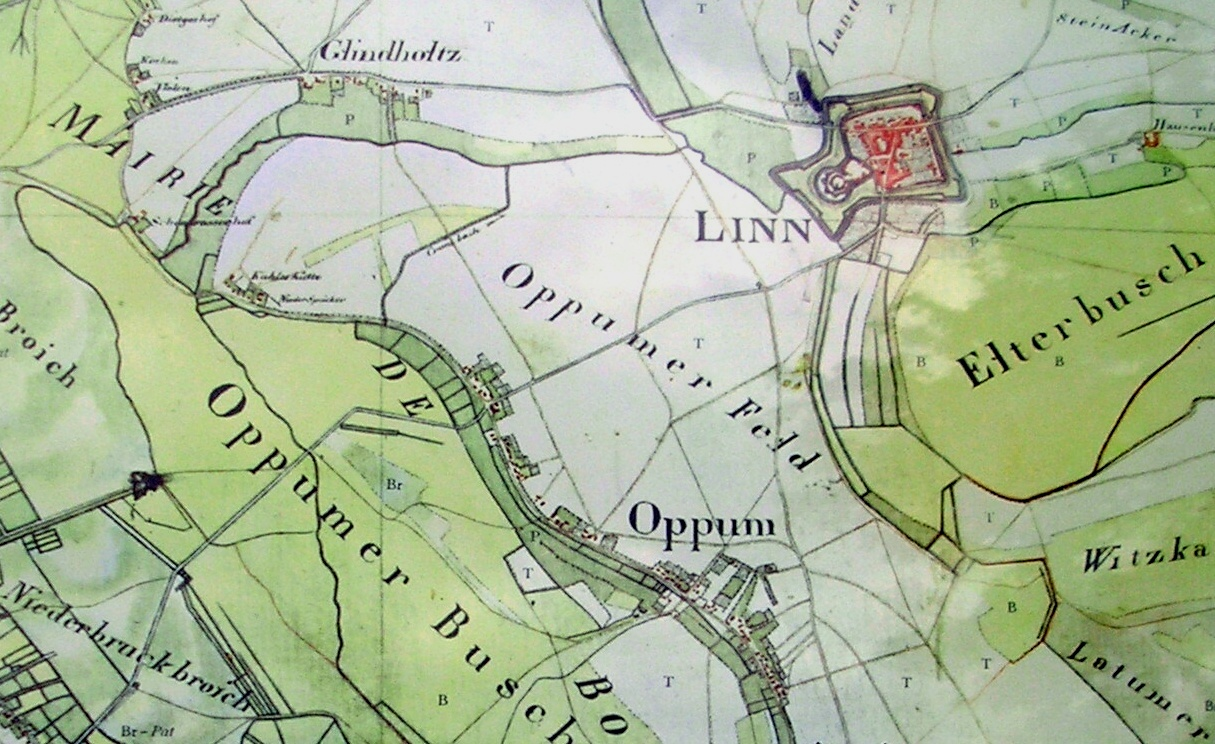
Oppum und Linn auf der Kartenaufnahme der Rheinlande (1803–1822) von Tranchot und von Müffling

Die Ortschaft Oppum entstand als eine fränkische Bauernsiedlung vermutlich um das Jahr 500. Im Jahr 1072 wurde der Ort erstmals in einer Wormser Urkunde als Schenkung des späteren Kaisers Heinrich IV. an das Kaiserswerther St. Suitbertus-Stift erwähnt. Der in der Urkunde verwendete Name Uphem bedeutet so viel wie Obenheim. Das Dorf war im Mittelalter eine Honnschaft des Amtes Linn und gehörte bis zum Jahr 1392 zur Grafschaft Kleve, danach zum Kurfürstentum Köln. Nach der französischen Besatzungszeit der Napoleonischen Kriege von 1794 bis 1814 kam es als Teil der Rheinprovinz wie das ganze Rheinland zu Preußen. 
Bis ins 19. Jahrhundert war Oppum ein Straßendorf mit etwa 60 Bauernhäusern, die an der Ostseite entlang der Dorfstraße, der heutigen Hauptstraße, erbaut waren. Im Jahr 1836 wurde die erste Oppumer Schule errichtet, 1877 der Bahnhof Krefeld-Oppum. Nach der Eröffnung der Eisenbahnreparaturwerkstätte im Jahr 1891, durch die 300 Arbeitsplätze entstanden, entwickelte sich der Ort immer mehr zu einer Arbeitersiedlung. Oppum gehörte zur Bürgermeisterei Bockum, die seit 1816 innerhalb des Kreises Krefeld lag. Am 15. Oktober 1907 erfolgte die Eingemeindung zur Stadt Krefeld. Im Zweiten Weltkrieg erlitt Oppum ab 1944 schwere Verluste und Zerstörungen durch alliierte Bombenangriffe. Der Zweite Weltkrieg endete für Oppum am 3. März 1945 mit dem Einmarsch der amerikanischen Truppen.

### Mundart
Platt war  bis zum Zweiten Weltkrieg, wie in allen Orten am Niederrhein, die Umgangssprache der überwiegenden Bevölkerung. Oppumer Platt steht dabei dem Krefelder Stadtdialekt nahe (Krieewelsch), obwohl es sich in mancher Weise von diesem unterscheidet. Ältere Oppumer, Linner, Bockumer oder Krefelder Plattsprecher können ihre gegenseitige Herkunft durchaus am Tonfall und am Gebrauch der Mundart erkennen.
Oppum liegt im Südniederfränkischen (auch Limburgisch genannt). 
Auch wenn die Mundart auf dem Rückzug ist, so wird  Platt zu Karneval, auf Mundartabenden und in Vereinen gepflegt. So gibt es in Oppum zahlreiche Karnevalsgesellschaften mit eigenen Internetauftritten und Büttenreden auf Oppumer Platt. (Hingewiesen sei auf das im Jahre 2007 vom Krefelder Verein für Heimatkunde herausgegebene Buch „Mundart in Krefeld – jedeit, jeseit, jeschriewe“, in dem Mundart-Autoren aus allen Ortsteilen zu Wort kommen).

### Bahn-Reparaturwerkstatt

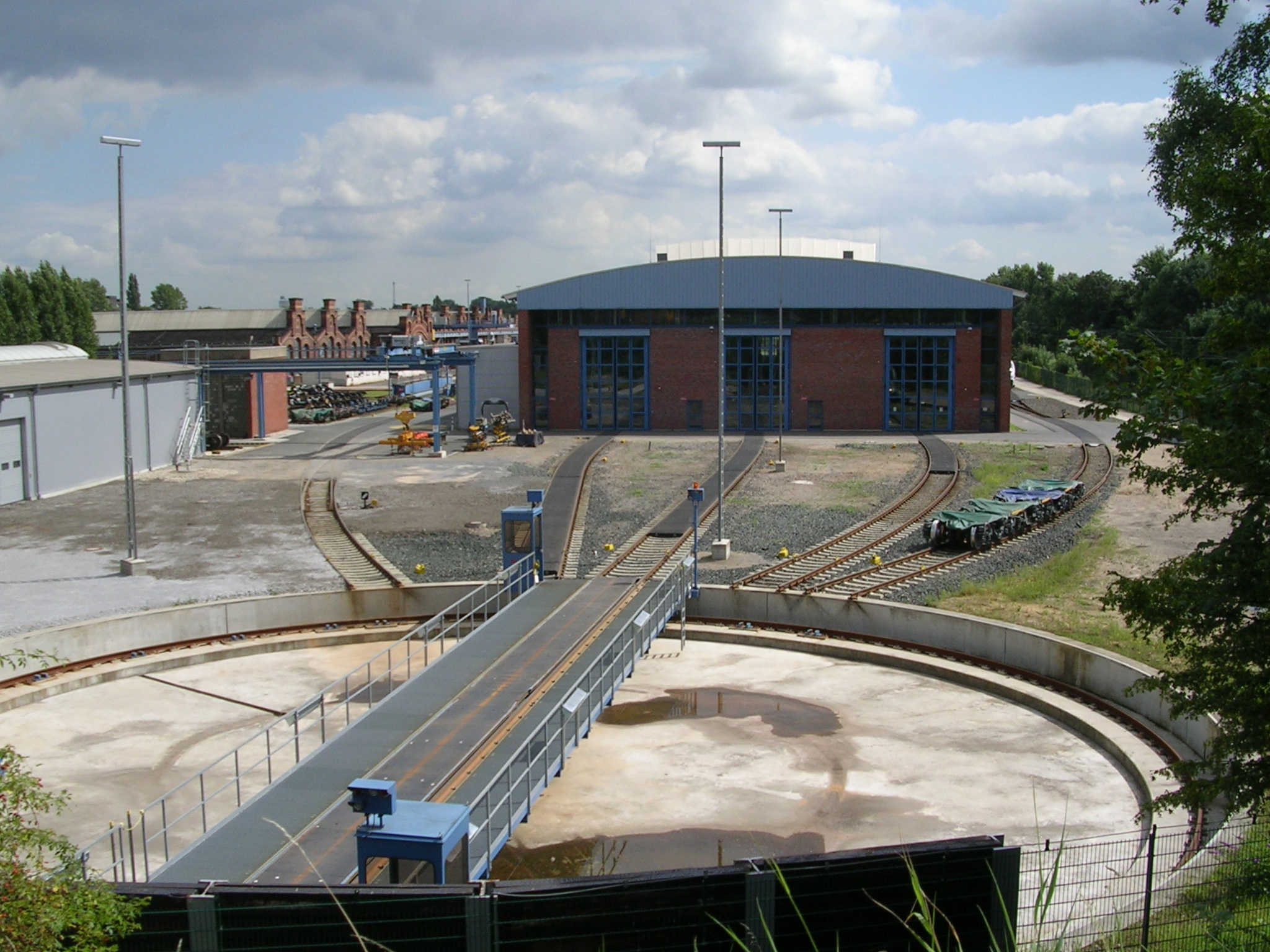
Das ICE-Instandhaltungswerk

### Bahnhof

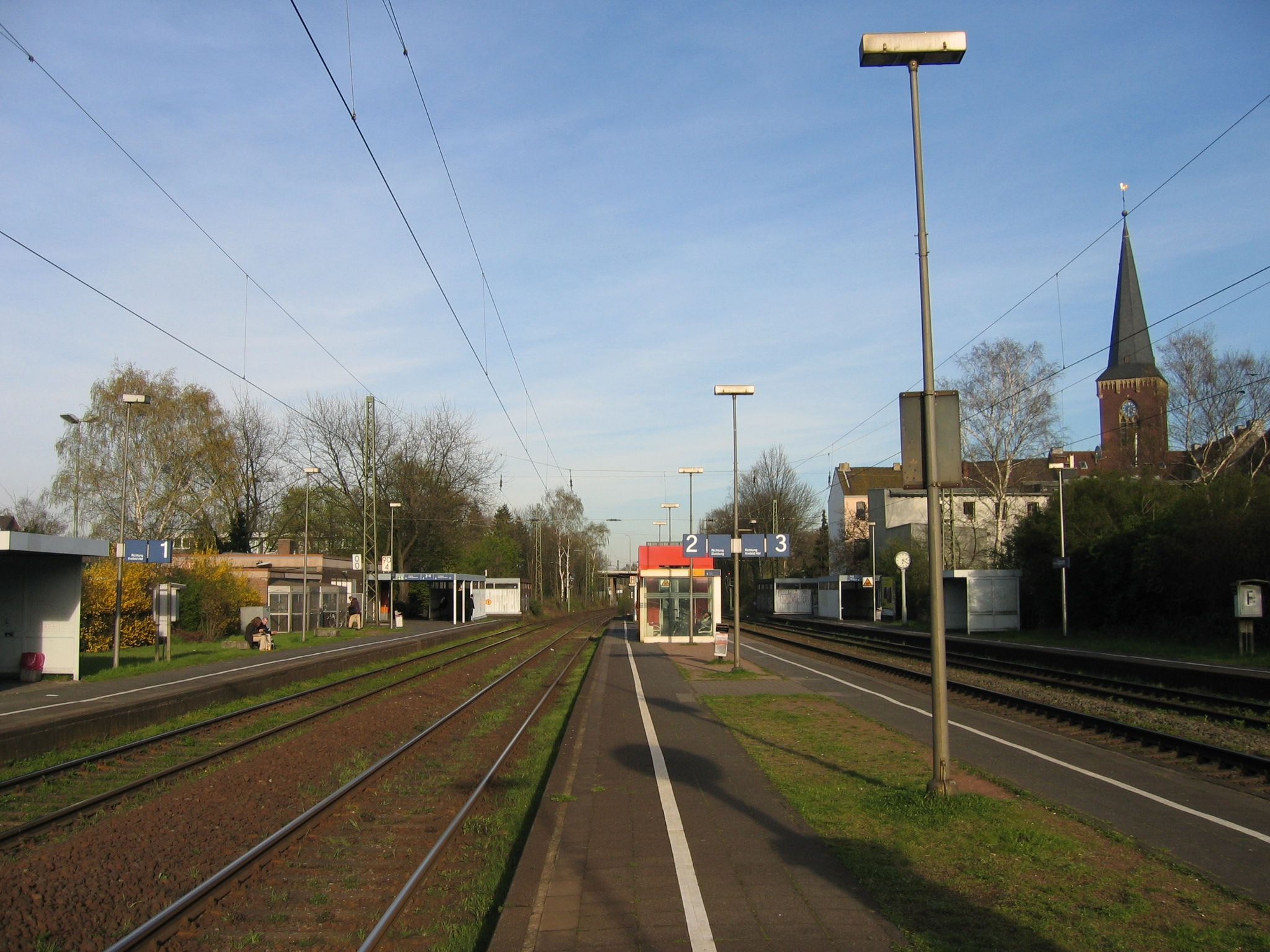
Bahnhof Oppum

## Bauwerke

### Donksiedlung

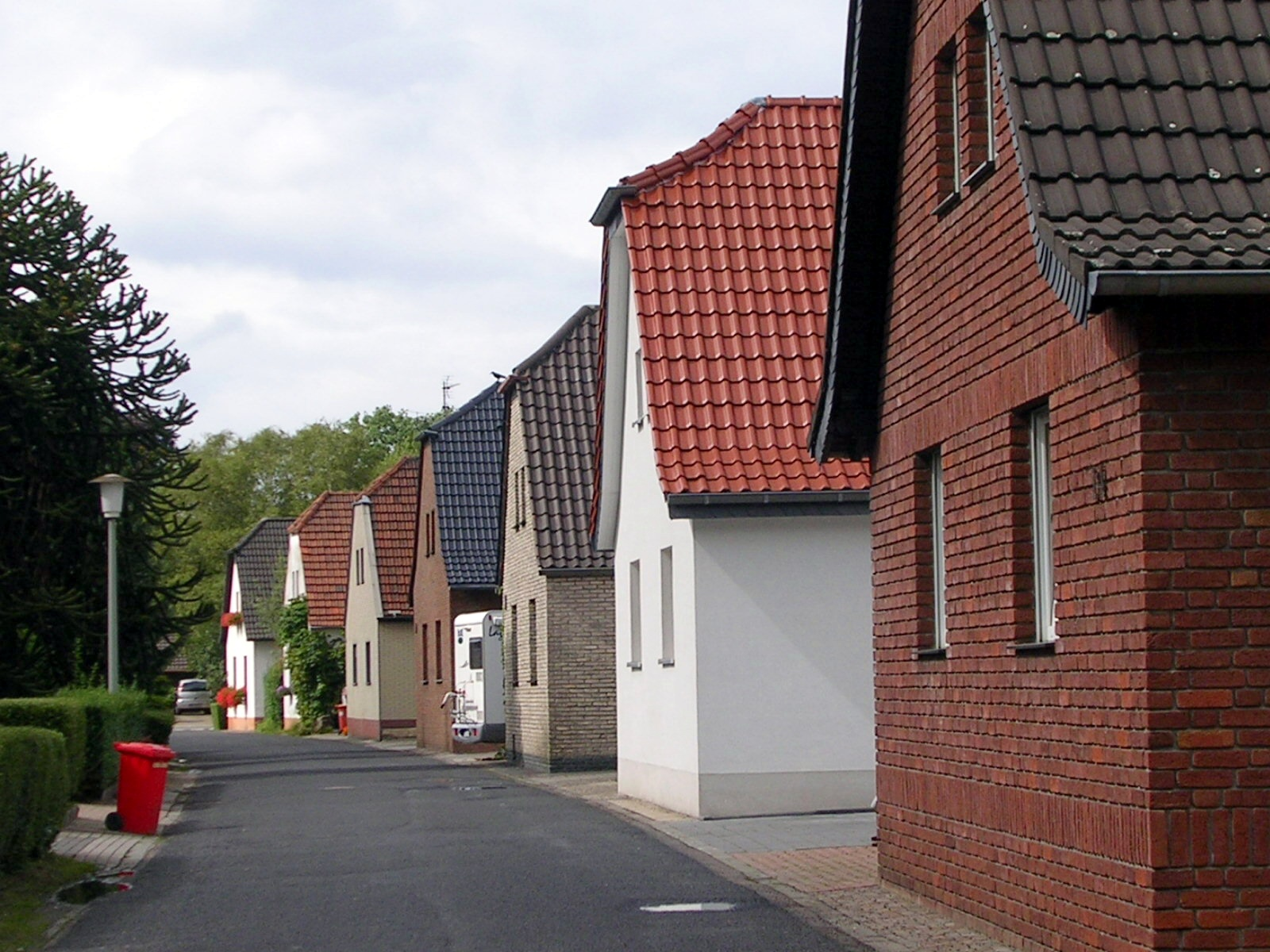
Donksiedlung mit Häusern der 1930er Jahre

Erwähnenswert ist die zwischen 1932 und 1938 entstandene Donksiedlung auf Oppumer und Fischelner Gebiet, die über 500 Siedlerstellen umfasste und heute noch, nach starken Zerstörungen während des Zweiten Weltkriegs, in erweiterter Form existiert. Sie gilt als größte geschlossene Siedlung in Nordrhein-Westfalen. Unter anderem stammt die bekannte Schwimmerin Anne Poleska aus der Donksiedlung.

### Solarsiedlung Fungendonk

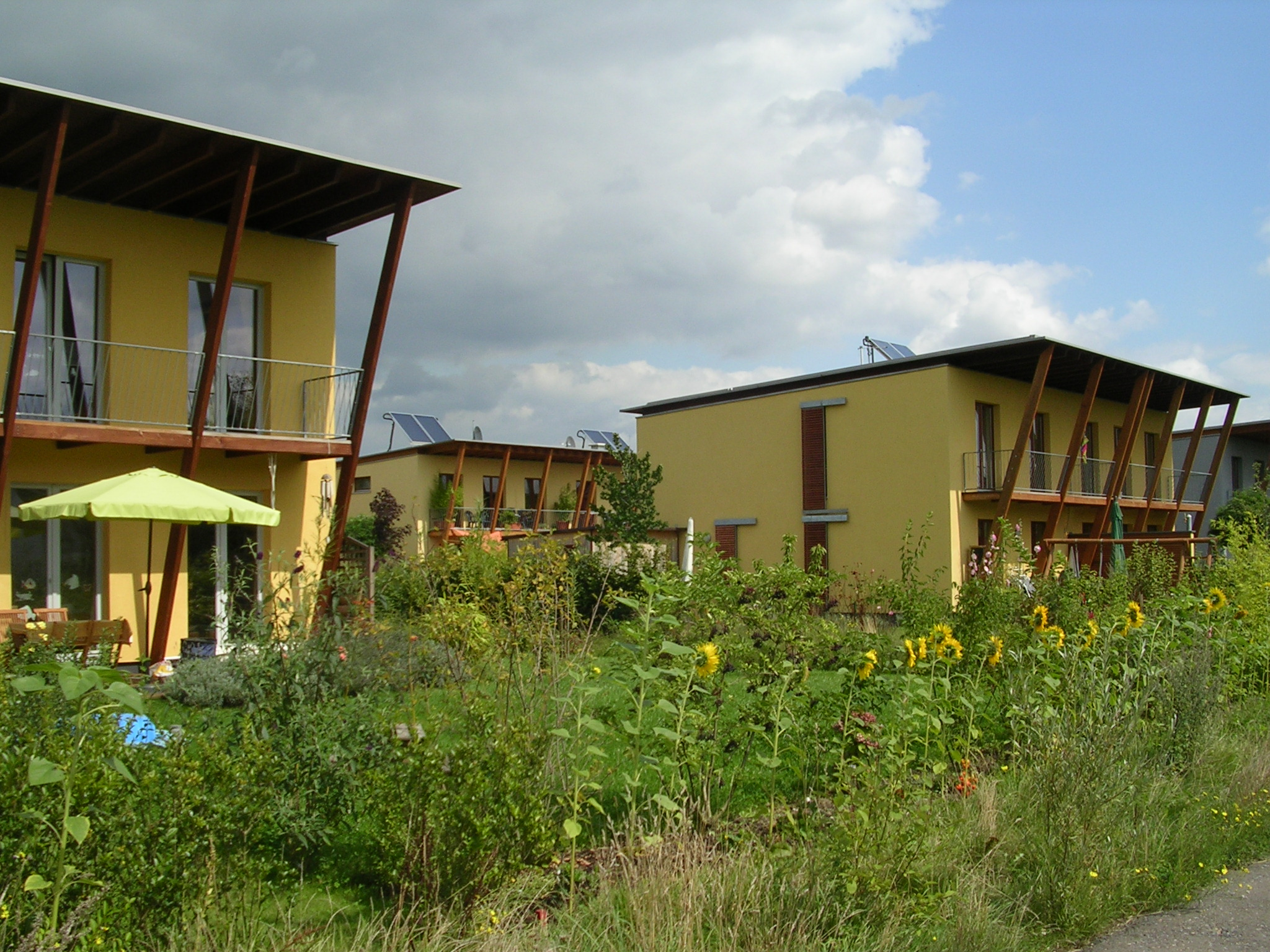
Häuser der Solarsiedlung Fungendonk

Im Rahmen des Landesprogramms 50 Solarsiedlungen in Nordrhein-Westfalen entsteht seit 2004 auf dem Gelände eines ehemaligen Sportplatzes die Solarsiedlung Fungendonk. Nach den Plänen des Krefelder Architekten Detlef Lenschen werden dort entlang des Geschwister-Scholl-Wegs Doppel- und Reihenhäuser als Passivsolarhäuser gebaut.

### Geismühle

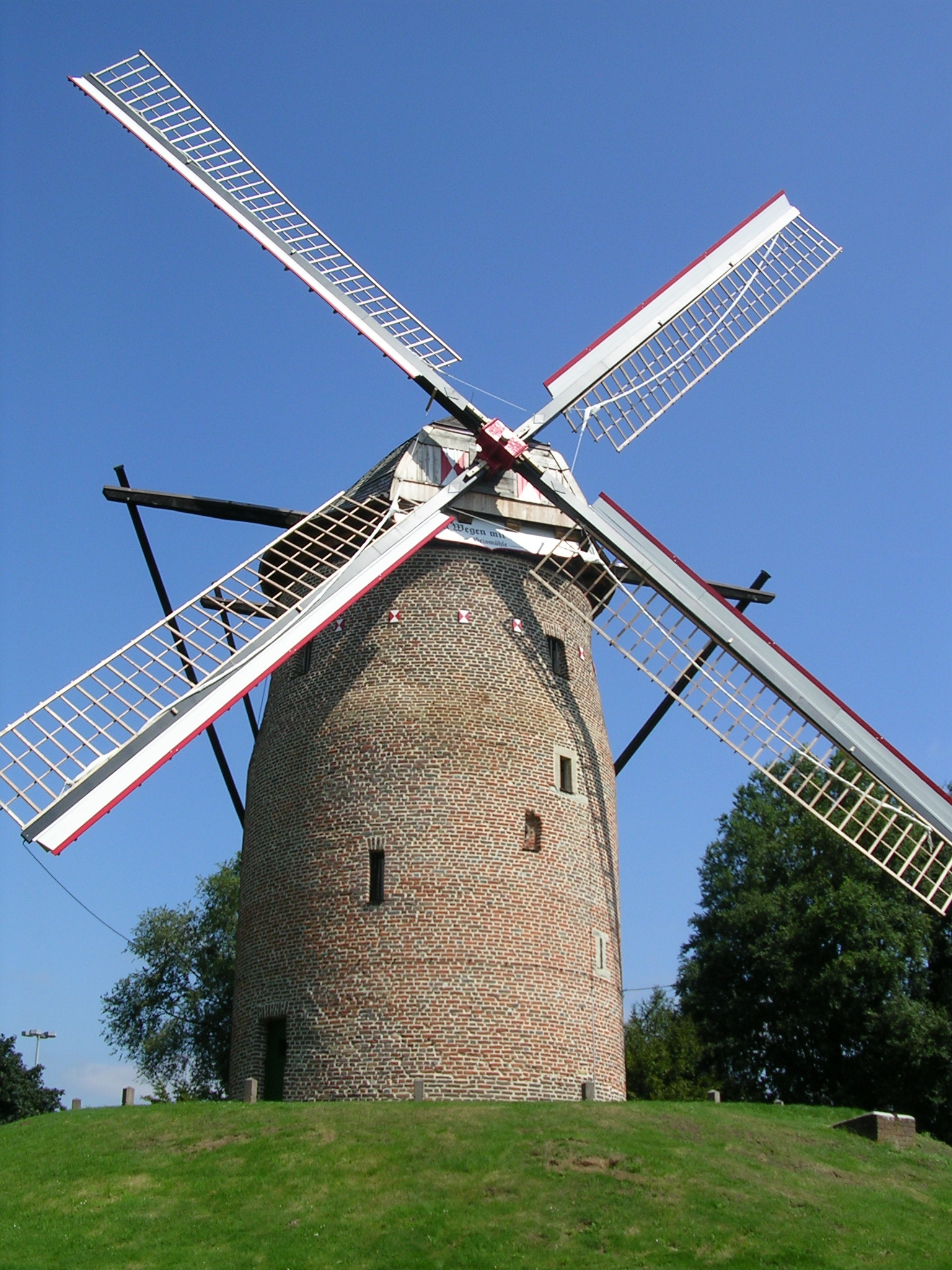
Die Geismühle an der A 57

An der gleichnamigen Autobahnraststätte der A 57 befindet sich mit der Geismühle eine der letzten vollständig erhaltenen Windmühlen des Niederrheins. Ihr Name leitet sich von der Flurbezeichnung auf der Geest ab. Ursprünglich um 1300 als Vorposten der Burg Linn errichtet, wird sie im Jahr 1575 zum ersten Mal urkundlich als Windmühle bezeichnet und war bis zu ihrer Beschädigung durch eine Fliegerbombe am Ende des Zweiten Weltkriegs in Betrieb. Nach einer Instandsetzung durch den Mühlenbauverein Geismühle Krefeld-Oppum kann sie seit 2007 wieder besichtigt werden.

## Vereine

### Sport
Aus Oppum kommt der traditionsreiche Handballverein TV Oppum, der in den Spielzeiten 1965/66 und 1967/68 deutscher Meister im Feldhandball wurde. Diese Meisterschaften wurden im Grotenburg-Stadion ausgetragen, welches im Stadtteil Bockum, jedoch zum Stadtbezirk Oppum-Linn gehörend, liegt. Außerdem wurde 2001 die Bezirkssportanlage fertiggestellt, in der heute der SV Oppum 1910 e. V. spielt. Auf dieser Anlage trainierten bereits die Profimannschaft des FC Schalke 04, die deutsche Fußballnationalmannschaft der Frauen und die dänische Fußballnationalmannschaft der Männer. Außerdem gibt es einen Tennisverein am Fungendonk, den Oppumer TC 1978 e. V., der z. T. überregional beliebte Turniere wie den Borgi-Cup oder Holtermann-Cup auf seiner Anlage austrägt.
Der Verein für Deutsche Schäferhunde wurde 1909 in Oppum gegründet. Seit seiner Gründung stellt der Verein wichtige Repräsentanten und Leistungsträger innerhalb der Landesgruppe und des Hauptverbandes. Der Verein ist Ausrichter diverser Zucht- und Leistungsprüfungen und Zuchtveranstaltungen der Landesgruppe 05 und des Hauptverbandes. Seit 1968 ist der Niederrheinpokal mit Teilnehmern aus aller Welt eine der größten Veranstaltungen des Vereins.

### Feuerwehr Oppum
Im August 1907 wurde die Freiwillige Feuerwehr Oppum gegründet, deren Feuerwehrhaus an der Thielenstraße stand (später Polizeiwache). Die Löschgruppe bestand bis zum Kriegsende 1945 und wurde dann durch die Nachkriegsereignisse, wie einige andere Einheiten auch aufgelöst. 1974 erfolgte die Wiedergründung. Die Freiwillige Feuerwehr in Oppum gehört seitdem als Löschgruppe Oppum der Feuerwehr Krefeld an. Zurzeit arbeiten etwa 37 Männer und Frauen ehrenamtlich in der Löscheinheit. Ihre Hauptaufgabe besteht in der Unterstützung der Berufsfeuerwehr Krefeld überwiegend auf Oppumer und Bockumer Gebiet.

Am 15. Oktober 2011 wurde an der Heinrich-Malina-Straße 4 das neue Feuerwehrhaus feierlich eingeweiht. Dieser Bau besteht aus zwei Gebäudeteilen (Fahrzeughalle und Sozialtrakt). Die Fahrzeughalle bietet Platz für drei Einsatzfahrzeuge und der Sozialbau für Alarmumkleide, Verwaltungs- und Schulungsräume. Das Projekt wurde mit Fördermitteln aus dem Konjunkturförderprogramm II errichtet. Der Entwurf wurde von der Architektin Simone Mattedi von der kplan AG in Siegen angefertigt.

## Tiere und Natur
- Krefelder Zoo
- Botanischer Garten Krefeld
- Schönwasserpark

## Erwähnenswertes
Der letzte Grenzstein Oppums befindet sich an der Krefelder Grenzstraße. Abseits des Weges steht er fast versteckt an der Straßenbahnverbindungsstrecke zwischen Oppumer Straße und Uerdinger Straße. In den 1960er Jahren wurde er aus Gründen des Straßenbahnbaus an diese Stelle um einige Meter von seinem ursprünglichen Platz versetzt. Das Hoheitszeichen des Kurfürsten von Köln und des Grafen von Moers sowie die Jahreszahl 1726 ist noch heute trotz der Verwitterung zu erkennen.